# Nanumea
Nanumea ist die größte und südlichste Insel im gleichnamigen Nanumea-Atoll des südpazifischen Inselstaats Tuvalu. 
Nanumea ist etwa 4,6 Kilometer lang und maximal 600 Meter breit. Auf dem westlichen Arm liegt Lolua, der Hauptort des Atolls.
Auf dem östlichen, kaum besiedelten Arm von Nanumea errichtete das US-Militär im Zweiten Weltkrieg eine für Bomber geeignete Start- und Landebahn. Diese ist heute überwuchert und kaum noch als Flugpiste erkennbar. 

## Geschichte
Der Legende nach betrat Tefolaha als erster Mensch Nanumea, bewaffnet mit einem schwarzen Holzspeer. Sein Enkel, Lapi, besiegte vor rund 800 Jahren mit diesem Kaumaile genannten Speer den Riesen Toulapoupou und befreite und befriedete so  – gemäß der mündlichen Überlieferung – die Insel. 
Für die Einwohner Nanumeas ist der Speer ein heiliges Objekt, eine Reliquie aus der Zeit der Besiedlung ihrer Insel. Von einem britischen Museum gelangte er zurück nach Nanumea und wurde kürzlich wissenschaftlich untersucht. Dabei bestätigte sich das Alter von ca. 880 Jahren. Als Holzart wurde die in Australien, Thailand, auf den Philippinen und den Fidschi-Inseln verbreitete Kasuarine (Casuarina equisetifolia) bestimmt, die jedoch nicht in der Umgebung Nanumeas vorkommt.